# イーライ・ウィリッツ
イーライ・ウィリッツ（Eli Willits, 2007年12月9日 - ）は、アメリカ合衆国オクラホマ州ロートン出身のプロ野球選手（内野手）。右投両打。MLBのワシントン・ナショナルズ傘下所属。

## 経歴

### プロ入り前
高校時代に学年変更し、卒業を1年早めた。
4年次の2025年に打率.516、9本塁打、33打点、48盗塁を記録した。

### プロ入りとナショナルズ傘下時代
2025年のMLBドラフト1巡目（全体1位）でワシントン・ナショナルズから指名され、予定していたオクラホマ大学への進学を取りやめプロ入り。契約金は820万ドル。

## 人物
父のレジー・ウィリッツはMLBでプレーした元プロ野球選手で、現在はオクラホマ大学でコーチを務めている。